# Morizkirche (Coburg)

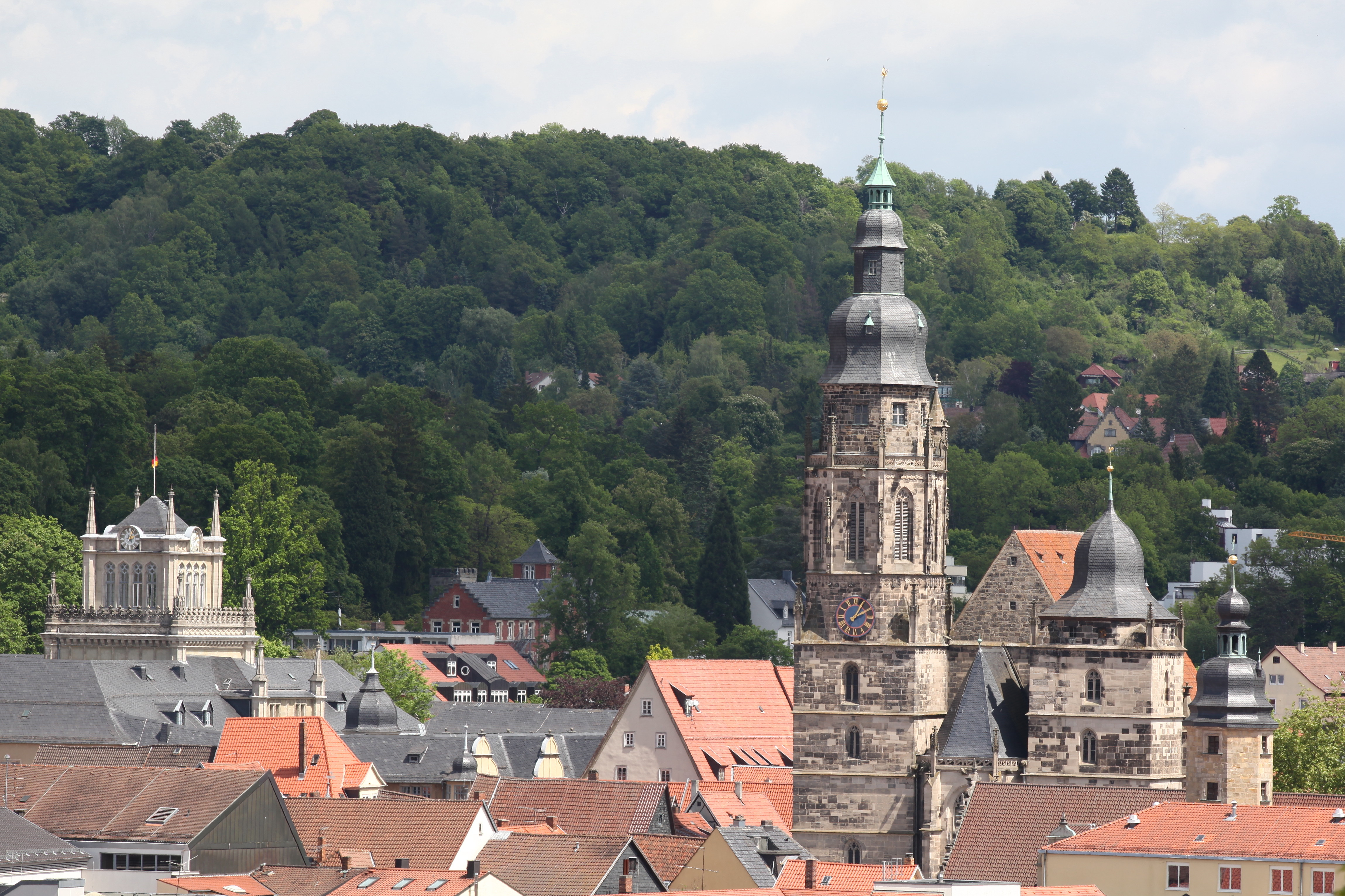
Morizkirche in Coburg

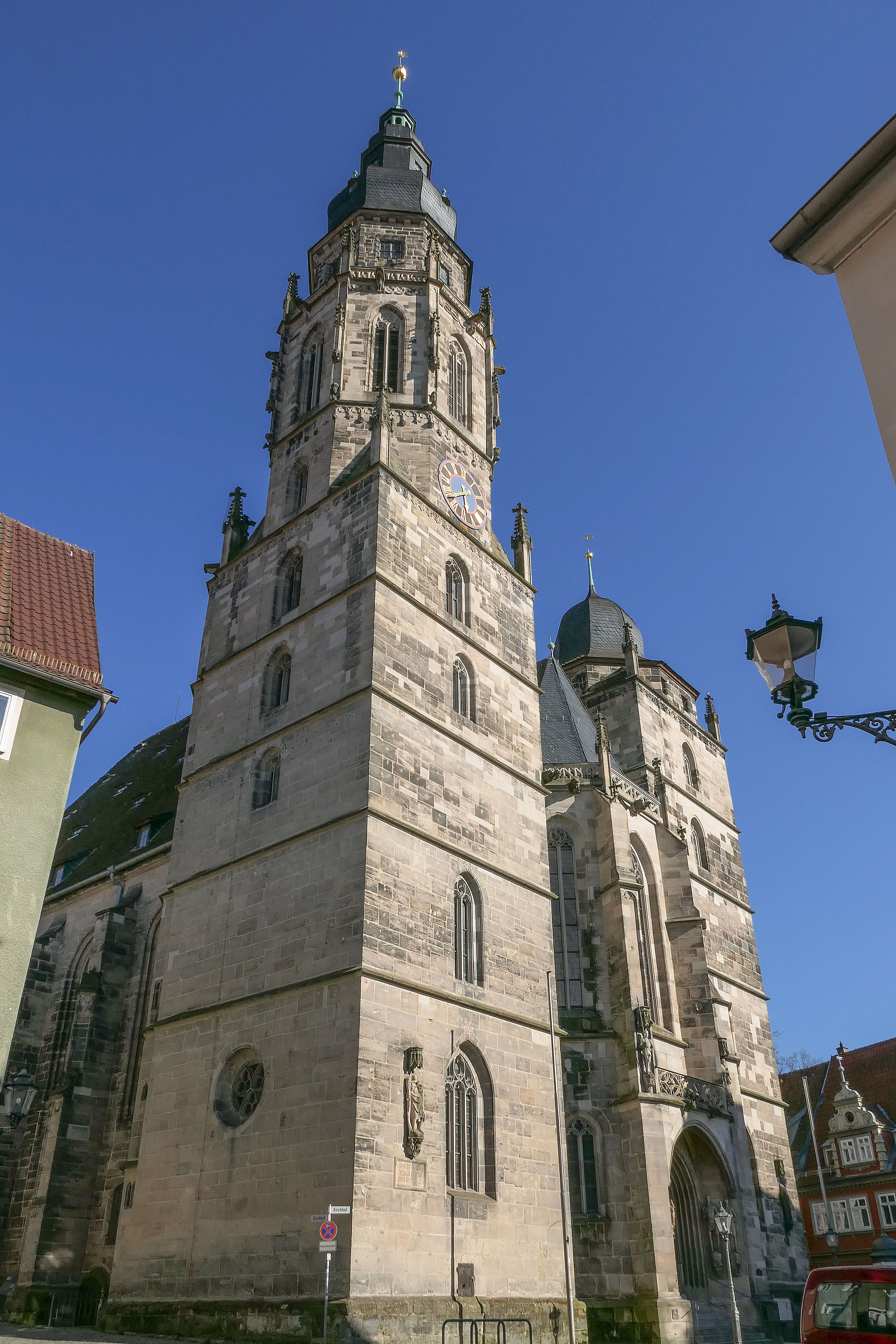
Westfront mit Hauptportal

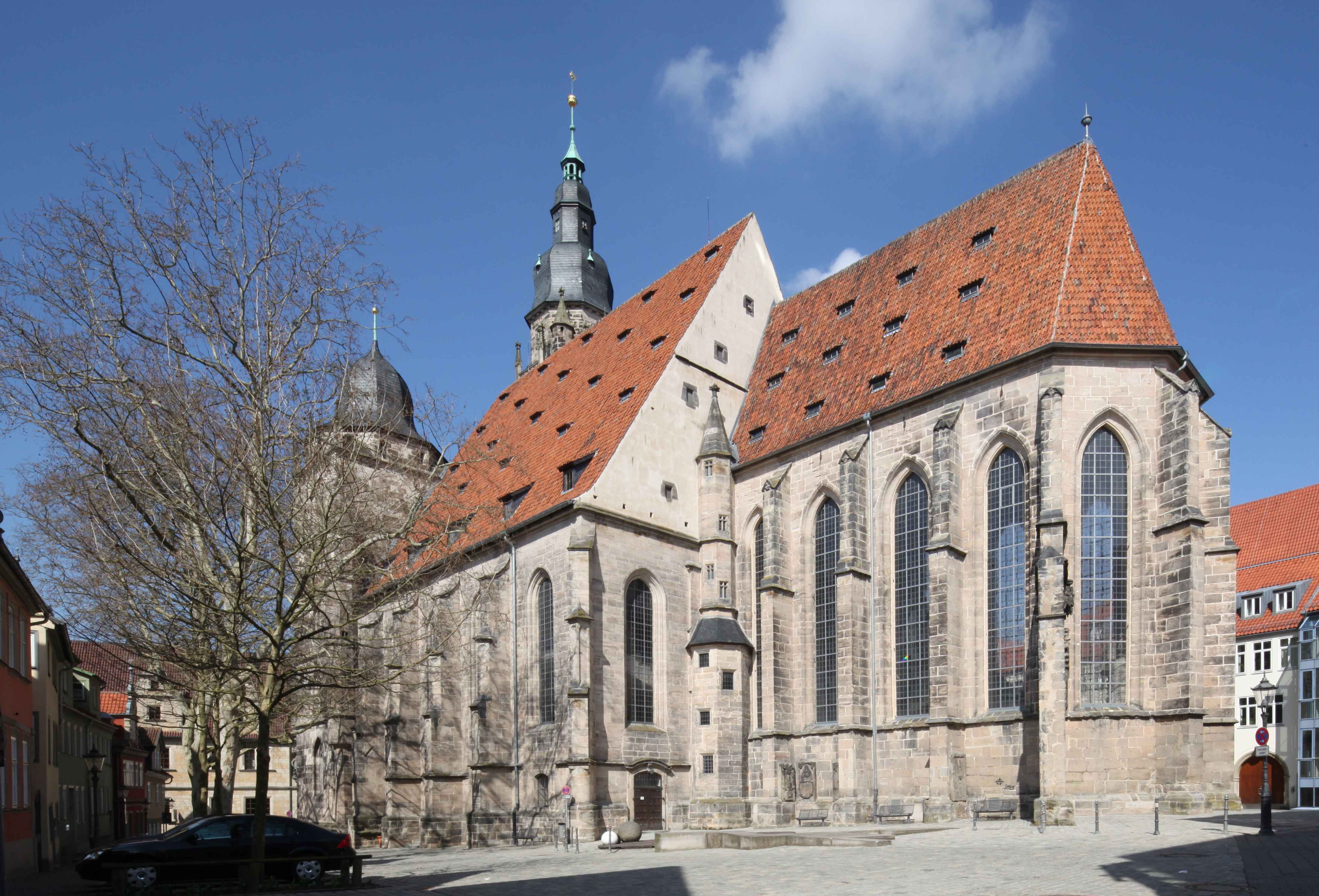
Ostchor

Die Morizkirche ist die evangelisch-lutherische Stadtkirche St. Moriz und älteste Kirche Coburgs, einer kreisfreien Stadt im bayerischen Regierungsbezirk Oberfranken. Die Kirche geht zurück auf eine romanische Basilika aus dem 13. Jahrhundert, von der noch Fundamentreste vorhanden sind. Der Kirchenname wurde erstmals Anfang des 14. Jahrhunderts urkundlich erwähnt und nimmt Bezug auf St. Mauritius.

## Geschichte
Eine erste Kirche bestand wohl in Coburg im 11. Jahrhundert. 1189 wurde erstmals eine Kirche erwähnt, die um 1250 ein romanischer Neubau ersetzte. Im Jahr 1323 wurde das Patrozinium des Mauritius in einem Ablassbrief des Papstes Johannes XXII. erstmals genannt. Der älteste Teil der heutigen Kirche ist der gotische Langchor im Osten, der um 1380 bis 1400 errichtet wurde. Er diente den Benediktinern des Klosters Sankt Peter und Paul bis zur Auflösung ihres Konvents im Jahr 1525 als Mönchschor. Seit 1217 bekleidete der Propst zugleich das Amt des Pfarrers von St. Moriz.
Um 1420 begann mit dem Südturm die Erneuerung des Westbaus der Vorgängerkirche. Es wurde die westliche Zweiturmfront mit dem Eingangsportal und der Eingangshalle sowie der darüber befindlichen Emporenkapelle, der Michaelskapelle, mit dem Westchor als Mittelteil errichtet. Das Dach der Kapelle war 1454 gedeckt und bis 1519 waren die Gewölbe errichtet. Der Nordturm war zwischen 1450 und 1456 bis zum Umgang des Glockengeschosses errichtet worden. An Stelle eines spitzen bleigedeckten Helms von 1560 erhielt er 1586 eine Türmerstube und eine welsche Haube. Der Südturm, auch Rabenturm genannt, blieb unvollendet und wurde 1560 mit Schiefer gedeckt.
1520 begann der Ersatzneubau des Langhauses, des eigentlichen Kirchenschiffes, als spätgotisches dreischiffiges Halle unter der Leitung des Königshofer Werkmeisters Hans Gris. Nach dessen Tod im selben Jahr führte Konrad Krebs die Arbeiten weiter. Das Dachtragwerk wurde 1532 vollendet. Aus finanziellen Gründen wurde eine von den acht hohen Säulen getragene hölzerne Flachdecke statt eines Netzgewölbes eingezogen. 1541 folgte der Einbau eines Bodenbelags aus Stein.
Im Jahr 1520 kam Balthasar Düring nach Coburg. Er nahm die führende Stellung als Reformator Coburgs ein. 1524 wurde der erste Gottesdienst nach der neuen evangelischen Gottesdienstordnung gehalten. Martin Luther, der ein halbes Jahr auf der Veste Coburg wohnte, predigte 1530 in der Osterwoche siebenmal in der unfertigen Kirche.
Herzog Johann Casimir ließ 1585 die Holzdecke des Langhauses mit einem Kassettenmuster durch den Heldburger Maler Wolfgang Sichelschmidt bemalen. Ende des 16. Jahrhunderts widmete er den Chor der Hauptkirche seines Fürstentums zur herzoglichen Grablege um und ersetzte 1598 den Hochaltar am Chorende durch ein großes Epitaph für Johann Friedrich dem Mittleren. Erst im Jahr 1687 beauftragte Herzog Albrecht den Bau einer Gruft im Chor. Bis 1860 war die Kirche Grablege des herzoglichen Hauses.
Herzog Franz Josias beauftragte den Ansbacher Baumeister David Steingruber zwischen 1740 und 1742, die Kirche in der vierten Umbauphase innen zu einem Emporensaal mit einem barocken Predigerraum neu zu gestalten. Dabei verschwanden viele Bestandteile der alten gotischen Kirche, unter anderem auch die Kanzel, von der Luther gepredigt hatte. Für einen weiten und hellen Gemeindesaal wurden unter anderem das Maßwerk der Fenster herausgebrochen. Zweigeschossige, geräumige Emporen wurden eingebaut und die stuckierte Decke des Langhausinnenraums erhielt Rokokoornamente durch den italienischen Künstler Carlo Baldini Bossi.
Seitdem blieb das Gotteshaus, das der Stadt Coburg gehört, abgesehen von Erhaltungsarbeiten und den Fenstern, unverändert. Zwischen 1926 und 1929 wurde das Innere renoviert, 1934 begann am Westteil die Außenrenovierung. In den Jahren 1970/1971 wurde erneut eine umfangreiche Innenrenovierung durchgeführt, unter anderem mit der Anordnung des Altarbereichs unter dem Triumphbogen nach einem Entwurf des Münchners Professors Johannes Ludwig. Die Sicherung der Stuckdecke über der Orgel erfolgte im Rahmen der Orgelsanierung 1988/1989. Im Jahr 1992 ließ die Stadt eine Außensanierung durchführen, die Instandsetzung des Choraußenbaus folgte 2003/2004. Von April 2014 bis April 2016 wurden für rund 1,4 Millionen Euro der Kircheninnenraum und das Epitaph renoviert.

## Baubeschreibung

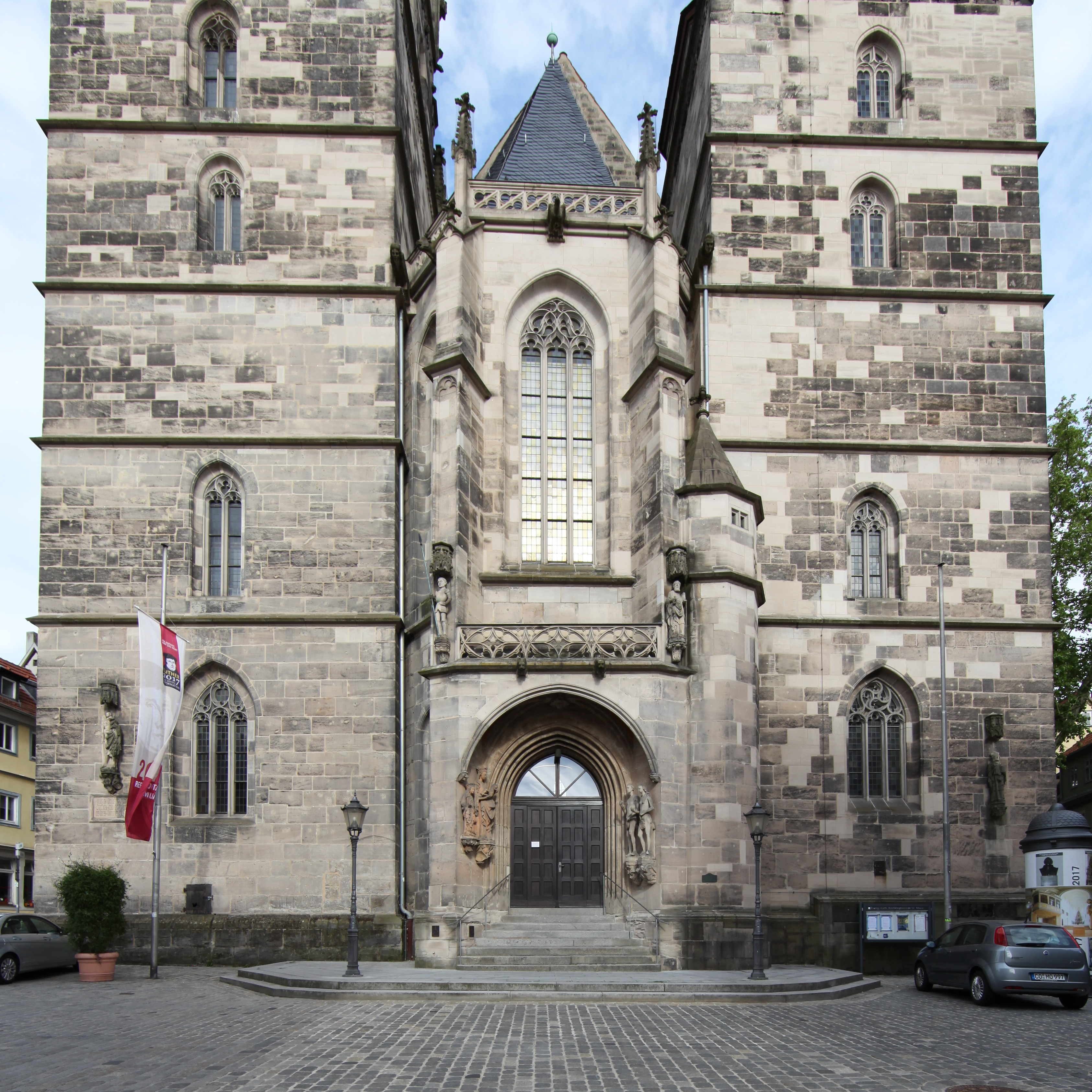
Eingangsportal und Westchor

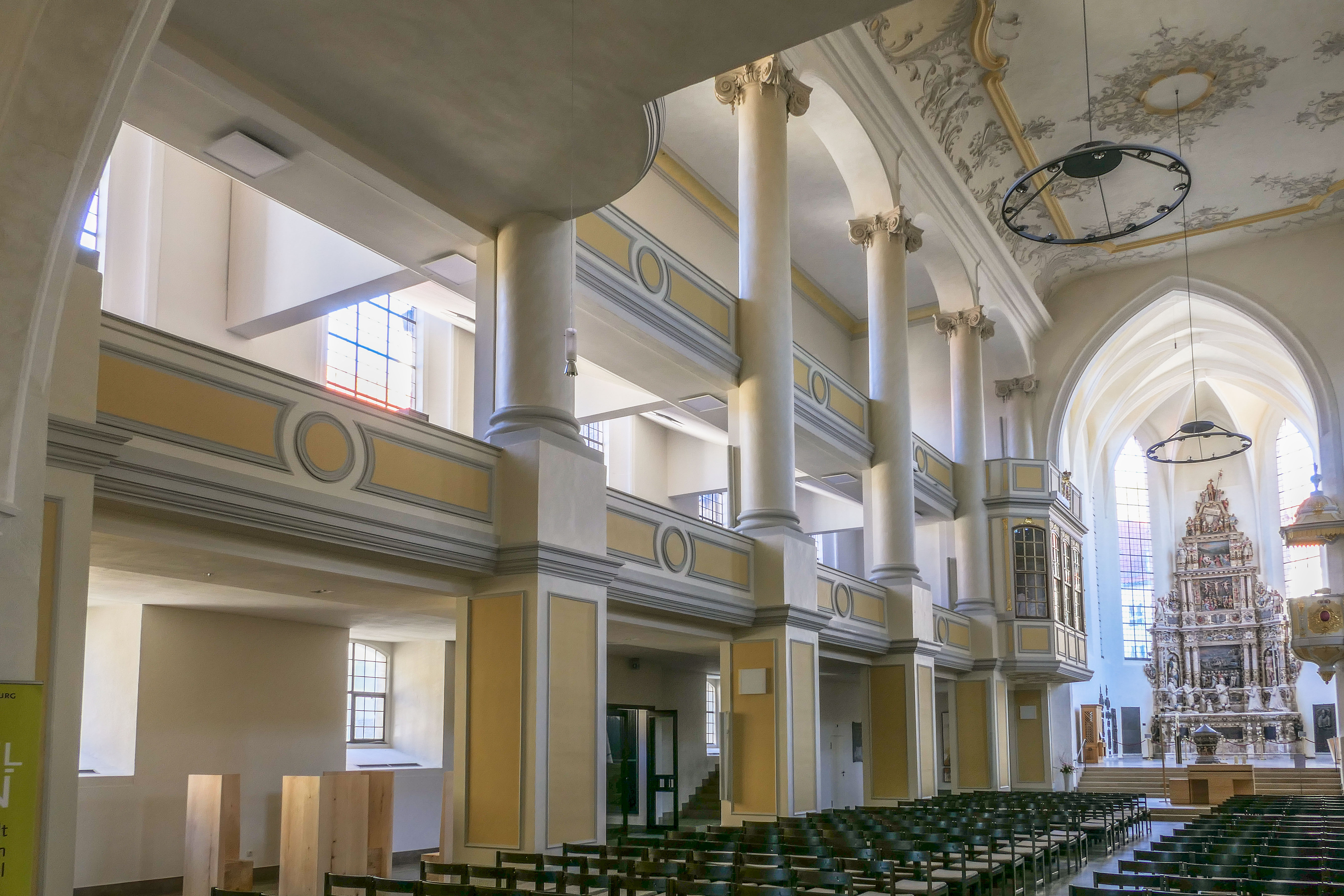
Kirchenschiff und Altarraum

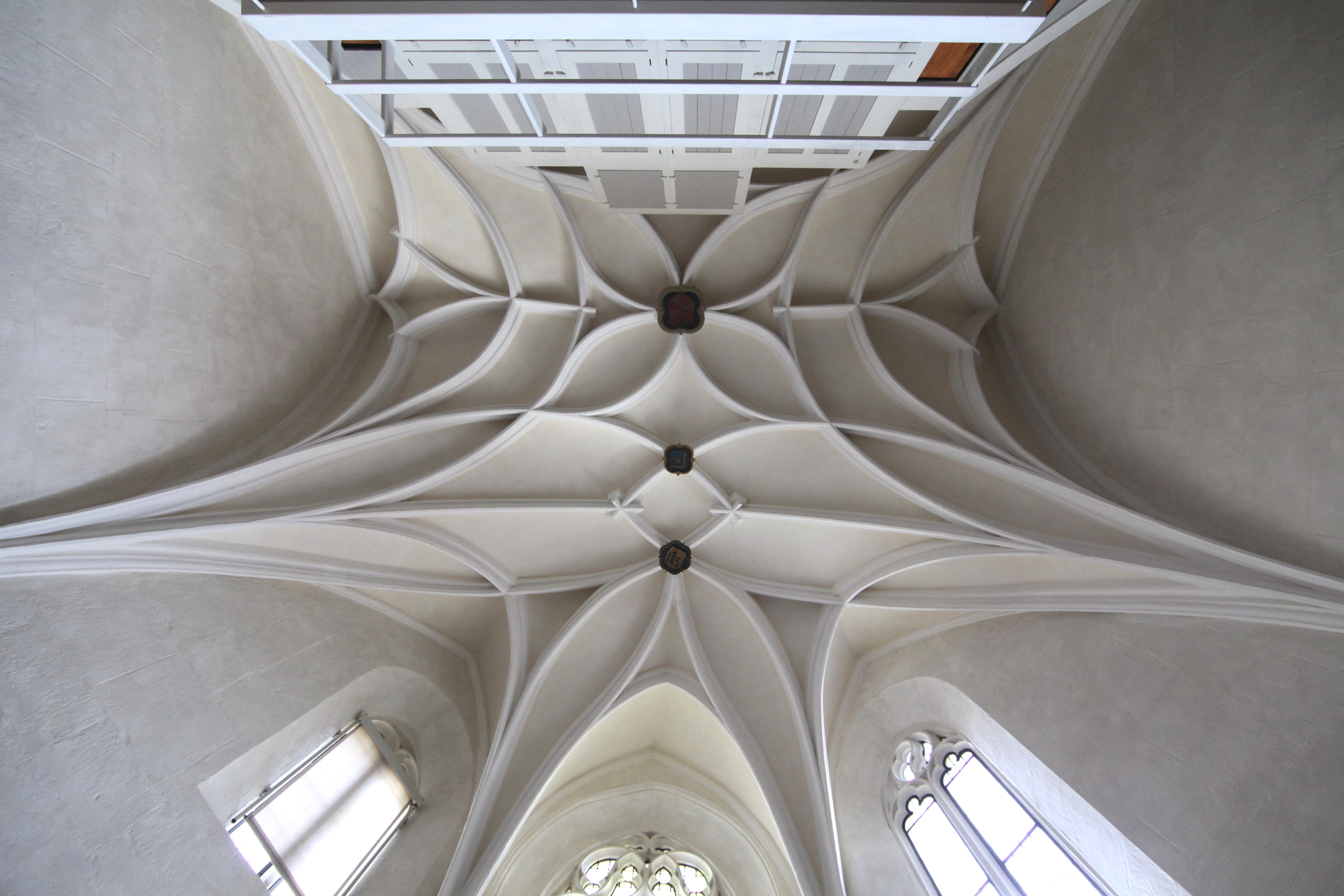
Bogenrippengewölbe des Westchors

Bei der Morizkirche handelt sich um eine gotische Hallenkirche mit einem langen Chor. Das Bauwerk ist 62 Meter lang und bis zu 33 Meter breit. Der Chor hat einen Fünfachtelschluss und ein Kreuzrippengewölbe mit drei Vorjochen und Tellerschlusssteinen. Die Längsseiten sind von vier Strebepfeilern gegliedert. Der südöstliche Strebpfeiler war ursprünglich das Kirchhofportal, das den Zugang zum Kirchhof bildete. In der südwestlichen Ecke, am Anschluss zum Langhaus, befindet sich ein kleiner Wendeltreppenturm. Im Winkel der nordwestlichen Ecke steht die zweijochige und doppelgeschossige Sakristei. Das steile Dachtragwerk ist ein Satteldach mit einer Spannweite von etwa 9,2 Metern, ungefähr 9,8 Meter Höhe und zirka 21 Meter Länge. Der Chor ist durch einen spitzbogigen Triumphbogen vom Langhaus getrennt.
Die Achse des Langhauses, einer flachgedeckten Emporenhalle mit drei gleich hohen Schiffen, ist gegenüber der Chorachse verschoben. Es hat beidseitig fünfjochige Langhausfassaden, von denen die der Altstadt zugewandte Nordseite aufwändiger gestaltet ist als die Südseite. Die Strebepfeiler sind dort dreifach gestuft. Am Ansatz des mittleren Abschnitts befinden sich Büsten, Halbfiguren und Fabelwesen, die die sieben Todsünden versinnbildlichen. Die Südfassade erhielt 1740 im dritten Joch ein neues Eingangsportal, was eine symmetrische Angleichung an die Nordfassade bedeutete. Am östlichen Strebepfeiler wurde 1917 eine Sonnenuhr angebracht. Die Seitenschiffe haben zweigeschossige Emporen. Acht Säulen tragen die Flachdecke mit einem stuckierten Deckenspiegel. Das Satteldach hat vier Kehlbalkenlagen bei etwa 24,1 Meter Spannweite, ungefähr 19,8 Meter Höhe und einer Länge von 27,2 Metern.
Die westliche Doppelturmfassade besteht aus den massiven Kuben der Türme und dem feingegliederten Mittelbau. Die Türme sind bis zum fünften Geschoss ähnlich gestaltet. Sie besitzen Maßwerkfenster, die Geschosse sind durch Gesimse getrennt. Die Turmerdgeschosse sind von Sterngewölben überspannt. Der 72 Meter hohe Nordturm geht im oberen Abschnitt in einen oktogonalen Grundriss über mit einem Unterbau, gefolgt vom Glockengeschoss mit vier hohen Maßwerkfenstern, von der Turmstube mit Rechteckfenstern und einer doppelten Laterne. Die Figur des heiligen Christophorus steht an der Nordwestecke des Erdgeschosses. Der 42 Meter hohe Südturm wird als Rabenturm bezeichnet und hat nur den Ansatz eines Oktogons. An der Südwestecke befindet sich die Figur des heiligen Nikolaus.
Der Mittelteil zwischen den Türmen besteht aus dem Hauptportal im Erdgeschoss und der Michaelskirche im Obergeschoss. In der trichterförmigen, offenen Vorhalle des Eingangs stehen auf Konsolen rechts die Figuren von Adam und Eva und links von Maria und der heiligen Barbara, die aus dem 15. Jahrhundert stammen. Über der Vorhalle stehen auf Strebepfeilern neben einer Galerie mit Maßwerkbrüstung Figuren des heiligen Petrus und des heiligen Mauritius mit der Lanze.
Die Michaelskapelle ist durch einen polygonalen Wendeltreppenturm rechts vom Hauptportal erschlossen. Der Prospekt der Orgel verdeckt den Westchor mit einem großen dreiteiligen Maßwerkfenster in der Mitte und seitlich kleineren zweibahnigen Fenstern. Der Raum wird von einem Bogenrippengewölbe überspannt.

## Ausstattung

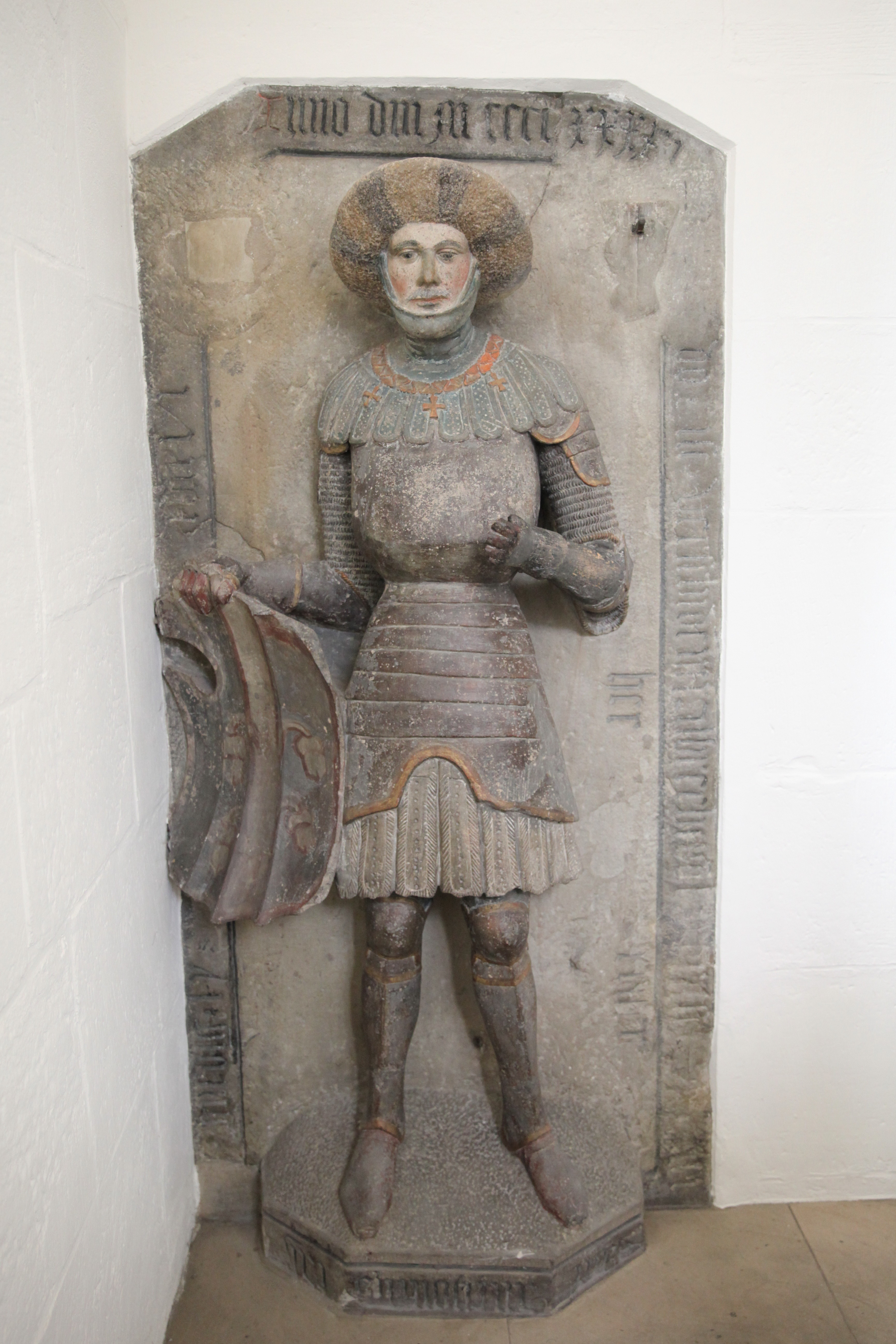
Grabstein des Ritters Albrecht von Bach

Beachtenswert sind neben dem Epitaph im Erdgeschoss des Rabenturms ein Grabstein des Ritters Albrecht von Bach († 1441) und ein Fresko. Es sind die wenigen mittelalterlichen Relikte im Inneren der Kirche. Der farbig gefasste Taufstein von 1539 hat ein Relief eines Kinderreigens von Jörg Diener.
Außerdem sind zu nennen die metallenen Grabplatten im Chor. In der Nordostecke befindet sich die mächtige, plastisch gearbeitete Grabplatte für Herzog Johann Casimir, ein Werk des Coburger Erzgießers Georg Werther. Daneben ist die zweiteilige, gravierte Platte für Johann Ernst vom Nürnberger Büchsenmeister Bernhard Eberlein angebracht. An der Südwand findet sich die Tafel für Johann Friedrich dem Mittleren, daneben die seiner Frau Elisabeth von der Pfalz, die beide von dem Nürnberger Gießer Benedikt Wurzelbauer nach einem Entwurf von Peter Sengelaub 1595 erstellt wurden. In der Gruft befindet sich der Sarkophag von Herzog Albrecht.
Ein steinerner Dreisitz an der Chornordseite dürfte, wie die Tracht der beiden Männerfiguren erkennen lässt, um 1360 bis 1380 entstanden sein.
Der Altar aus hellem Ahornholz stammt aus dem Jahr 2016 und ist ein Werk des Münchner Künstlers Werner Mally. Er besteht auf fünf beweglichen Elementen und befindet sich auf der Stufenanlage zwischen Chorraum und Kirchenschiff.

### Epitaph

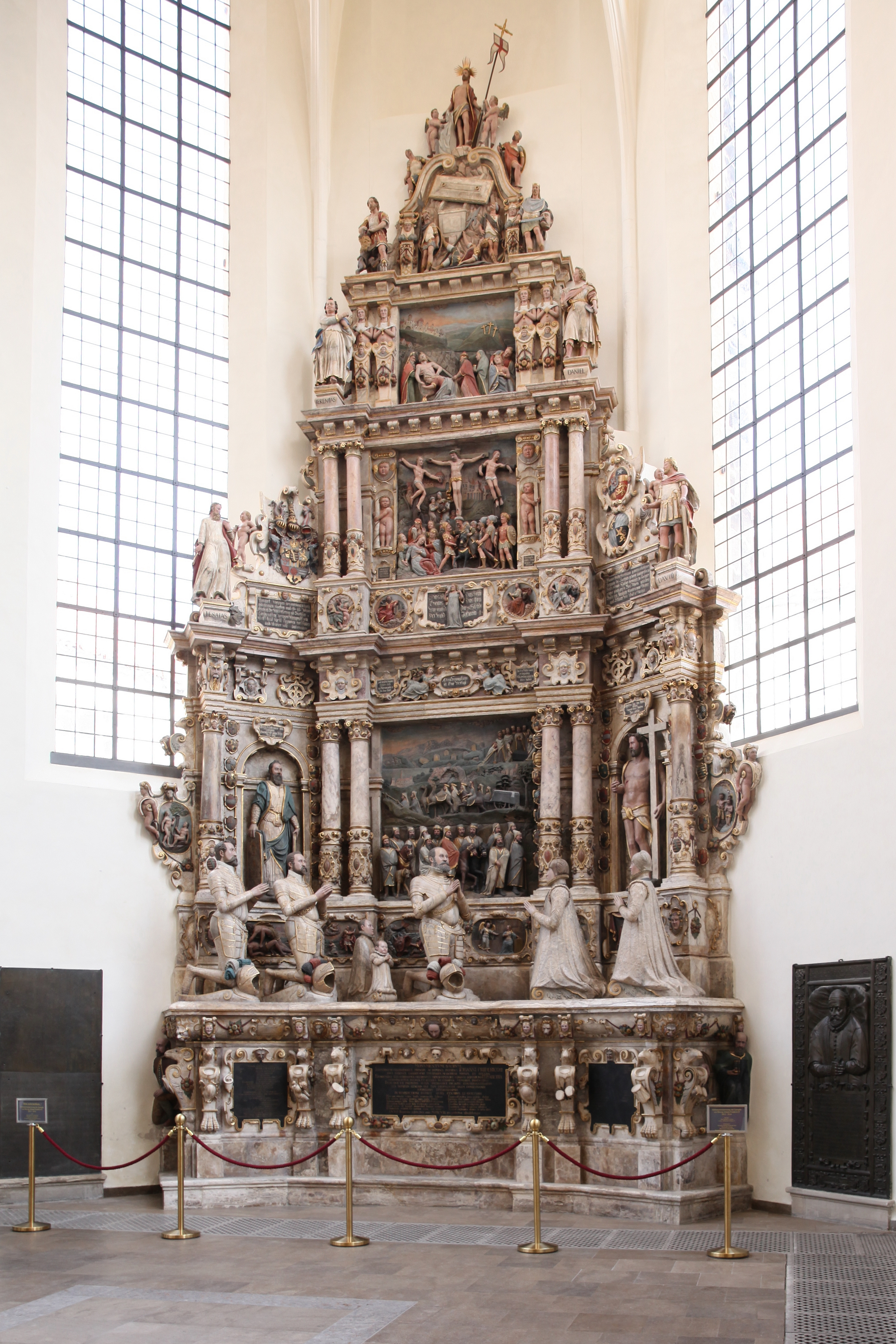
Epitaph für Herzog Johann Friedrich II. von Sachsen und seine Familie

Herzog Johann Casimir ließ 1598 in der Kirche seinen Eltern, Johann Friedrich dem Mittleren und Elisabeth von der Pfalz, die in 28-jähriger Gefangenschaft gestorben waren, durch den Bildhauer Nikolaus Bergner ein 13,66 Meter hohes und 6,55 Meter breites Alabaster-Grabmal in die Chorachse setzen, das zu den schönsten Renaissanceepitaphen in Deutschland gezählt wird. Der Alabaster wurde bei Heldburg abgebaut.
Die Planungen und Arbeiten für das Epitaph begannen 1594, und 1598 war die Anlage vollendet.
Die betende Figurengruppe zeigt die herzogliche Familie. In der Mitte kniet Herzog Johann Friedrich der Mittlere, ihm gegenüber seine erste Ehefrau, Agnes von Hessen, und die zweite, Elisabeth von der Pfalz. Hinter dem Herzog sind seine beiden im Kindesalter verstorbenen ältesten Söhne Johann Friedrich und Friedrich Heinrich sowie als Erwachsene Johann Casimir und sein jüngerer Bruder Johann Ernst dargestellt. Das mittlere Relief darüber zeigt die Überführung der Gebeine des biblischen Stammvaters Jakob, nach anderen Quellen die Translozierung seines Sohnes Joseph in das kanaanäische Grab. Das ungewöhnliche Bildthema verweist auf die Heimführung der Leiche des in österreichischer Gefangenschaft gestorbenen und hier vor dem Epitaph beigesetzten Herzogs. Die Särge der fürstlichen Familie wurden 1687 in die Gruft unter dem Chorraum verlegt.

### Orgel

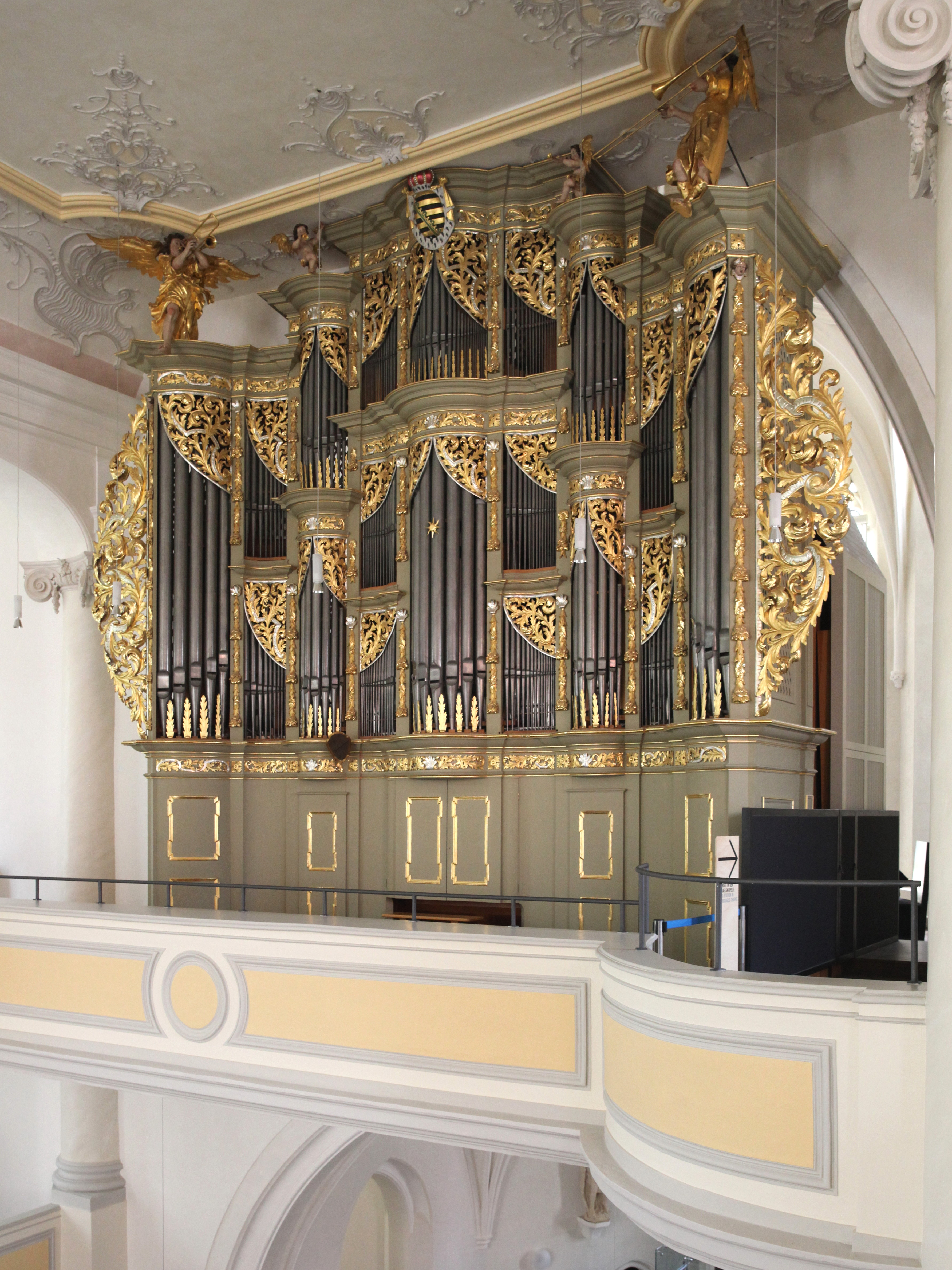
Prospekt der Schukeorgel

Im nördlichen Seitenschiff gab es ursprünglich eine steinerne Empore, auf der eine Orgel stand. Erste Belege für das Vorhandensein einer Orgel stammen aus den Jahren 1429 und 1481.  Im Jahr 1487 baute Meister Friedrich eine große Orgel mit einem Manual und Pedal für rund 129 Gulden und 165 Pfund Heller auf der Nordempore. Im Jahr 1665 stellte der Kulmbacher Orgelbauer Matthias Tretzscher ein neues Instrument mit 18 Registern auf zwei Manualen und Pedal auf, das 1666 eingeweiht wurde.
Zwischen 1740 und 1742 entstand auf der Westempore eine neue Orgel für 1000 Reichstaler, die der Coburger Orgelbauer Paul Daum plante und sein Sohn Wolfgang-Heinrich baute. Das Instrument hatte zwei Manuale und Pedal mit insgesamt 30 Registern. Bei einer Hauptreparatur baute der Coburger Orgelbauer Anton Hasselbarth 1873/1874 ein drittes Manual ein. Die Kosten betrugen 3619 Gulden.
Im Rahmen der Kirchenrestauration folgte 1929 der Ersatzneubau für die historische Daumorgel durch den Ludwigsburger Orgelbauer Oskar Walcker, eine Taschenladenorgel mit zwei schwellbaren Werken, 57 Registern auf drei Manualen und Pedal. Das alte Gehäuse blieb erhalten, wurde aber um 1,5 Meter zurückversetzt.
Diese Orgel ersetzte 1989 die Orgelbaumanufaktur Karl Schuke (Berlin) in dem historischen, neunteiligen und zwei- bis dreigeschossigen Prospekt von 1742 mit Schleierwerk. Aus der Orgel von Wolfgang-Heinrich Daum sind vier Register in dem heutigen Instrument erhalten. Die Orgel hatte 54 Register (ca. 3800 Pfeifen) auf drei Manualen und Pedal. Im Jahr 2006 wurde im Rahmen einer Generalüberholung die Setzeranlage von 32 auf 800 Kombinationen erweitert.
Im November 2019 wurde die Orgel von Schuke um zwei Bassregister auf dem Pedalwerk erweitert und erhielt eine neue Setzeranlage mit 80.000 Kombinationen. Dafür mussten 64 Pfeifen und eine zweite Windanlage mit Motor und Motorkasten hinter dem bestehenden Orgelgehäuse aufgebaut werden. Die Kosten betrugen etwa 120.000 Euro.
| I Hauptwerk C–a3 |                   |        |   |
| 01.              | Gedacktpommer 0   | 16′    |   |
| 02.              | Principal         | 08′    | D |
| 03.              | Spielflöte        | 08′    |   |
| 04.              | Oktave            | 04′    |   |
| 05.              | Flauto in ottava  | 04′    |   |
| 06.              | Quinte            | 02 ⁄3′ |   |
| 07.              | Oktave            | 02′    |   |
| 08.              | Cornett V (ab f0) | 08′    |   |
| 09.              | Mixtur IV–VI      |        |   |
| 10.              | Cymbel III        |        |   |
| 11.              | Trompete          | 08′    |   |
| 12.              | Clarine           | 04′    |   |
|                  | Cymbelstern       |        |   |

| II Oberwerk C–a3 |                   |       |   |
| 13.              | Holzgedackt       | 8′    |   |
| 14.              | Quintatön         | 8′    |   |
| 15.              | Prästant          | 4′    | D |
| 16.              | Rohrflöte         | 4′    |   |
| 17.              | Oktave            | 2′    |   |
| 18.              | Waldflöte         | 2′    |   |
| 19.              | Sesquialtera II 0 | 2 ⁄3′ |   |
| 20.              | Quinte            | 1 ⁄3′ |   |
| 21.              | Oktävlein         | 1′    |   |
| 22.              | Scharff III–IV    |       |   |
| 23.              | Cromorne          | 8′    |   |
| 24.              | Vox humana        | 8′    |   |
|                  | Tremulant         |       |   |
|                  | Glockenspiel      |       |   |

| III Schwellwerk C–a3 |                      |         |
| 25.                  | Bordun               | 16′     |
| 26.                  | Holzprincipal        | 08′     |
| 27.                  | Rohrflöte            | 08′     |
| 28.                  | Spitzgambe           | 08′     |
| 29.                  | Voix céleste (ab c0) | 08′     |
| 30.                  | Flötenprincipal      | 04′     |
| 31.                  | Salicional           | 04′     |
| 32.                  | Flûte octaviante     | 04′     |
| 33.                  | Nasat                | 02 ⁄3′  |
| 34.                  | Terz                 | 01 3⁄5′ |
| 35.                  | Traversflöte         | 02′     |
| 36.                  | Mixtur V–VI          |         |
| 37.                  | Basson               | 16′     |
| 38.                  | Trompette harmonique | 08′     |
| 39.                  | Hautbois             | 08′     |
| 40.                  | Chalumeau            | 04′     |
|                      | Tremulant            |         |

| Pedalwerk C–g1 |                  |         |   |
| 41.            | Untersatz        | 32′     |   |
| 42.            | Principal        | 16′     |   |
| 43.            | Subbaß           | 16′     |   |
| 44.            | Quintbaß         | 10 2⁄3′ | D |
| 45.            | Oktave           | 08′     |   |
| 46.            | Gemshorn         | 08′     |   |
| 47.            | Baßflöte         | 08′     |   |
| 48.            | Oktave           | 04′     | D |
| 49.            | Nachthorn        | 04′     |   |
| 50.            | Flöte            | 02′     |   |
| 51.            | Hintersatz III 0 |         |   |
| 52.            | Mixtur VI        |         |   |
| 53.            | Posaune          | 32′     |   |
| 54.            | Posaune          | 16′     |   |
| 55.            | Trompete         | 08′     |   |
| 56.            | Clairon          | 04′     |   |

- Koppeln: II/I, III/I, III/II, I/P, II/P, III/P
- Spielhilfen: 800-fache Setzeranlage, Crescendowalze.

D = historisches Register von Daum (1740)

### Glocken
Im Nordturm hängen fünf Glocken. Die größte, die Mauritiusglocke, hat eine Masse von 2,5 Tonnen. Der Nürnberger Meister Paulus goss sie im Jahr 1437. Die reich verzierte Glocke trägt unter anderem zwei lateinische Inschriften, getrennt durch vier Mauritiusreliefs mit Schild und Fahnenlanze. Die erste Inschriftszeile lautet: „im Jahre 1437 haben die vorsichtigen und bedachtsamen Herren Bürgermeister und die ganze Gemeinde der Stadt in Coburg die Glocke zur Ehre des Mauritius durch Meister Paulus von Nürnberg machen lassen“.
Von 1958 an wurde die Mauritiusglocke fast 30 Jahre lang täglich um 21 Uhr für fünf Minuten in der Absicht geläutet, dass Deutsche in Ost und West im Gebet aneinander denken mögen.
Übersicht
| Glocke | Name                                          | Gussjahr          | Gießer                                  | Durchmesser | Gewicht | Schlagton |
| ------ | --------------------------------------------- | ----------------- | --------------------------------------- | ----------- | ------- | --------- |
| 1      | Mauritiusglocke                               | 1437              | Meister Paulus, Nürnberg                | 160 cm      | 2500 kg | cis′      |
| 2      | Marien- oder Brautglocke                      | 1510              | Meister Petrus Gareis                   | 130 cm      | 1700 kg | dis′      |
| 3      | Katharinen- oder Gebetsglocke                 | 1510              | Meister Petrus Gareis                   | 120 cm      | 950 kg  | fis′      |
| 4      | Gedächtnisglocke für die Toten der Weltkriege | 1960              | Friedrich Wilhelm Schilling, Heidelberg |             | 750 kg  | gis′      |
| 5      | Kleine Glocke                                 | 13. oder 14. Jhd. | unbekannt                               |             | 500 kg  | h′        |

## Kirchengemeinde
Mit Balthasar Düring als Pfarrer der Morizkirche fand die Reformation schon in den 1520er Jahren Eingang in Coburg. Dabei wurden alle kirchlichen Güter dem Coburger Stadtrat übertragen, der zum Ausgleich die Kirchen und Schulen unterhalten sowie die Priester versorgen musste. Bezüglich der Kirche St. Moriz gilt diese Regelung bis in die Gegenwart. Von 1671 bis 1685 war der bekannte Kirchenlieddichter Kaspar Friedrich Nachtenhöfer Pfarrer an der Morizkirche.
Der Sprengel der evangelisch-lutherischen Kirchengemeinde St. Moriz umfasst die Innenstadt Coburgs und zählt ungefähr 3400 (Stand:2017) Gemeindeglieder. Das Pfarramt hat seinen Sitz in der Pfarrgasse 7.